# Robertskollen
Der Robertskollen ist ein verschneiter Hügel mit zahlreichen Felsvorsprüngen an der Prinzessin-Martha-Küste des ostantarktischen Königin-Maud-Lands. Er ragt an der Ostseite der Mündung des Schytt-Gletschers in das Jelbart-Schelfeis auf.
Norwegische Kartografen kartierten ihn anhand von Luftaufnahmen und Vermessungen der Norwegisch-Britisch-Schwedischen Antarktisexpedition (1949–1952) und benannten ihn nach Brian Birley Roberts (1913–1978), Sekretär des UK Antarctic Place-Names Committee.